# Йошівара

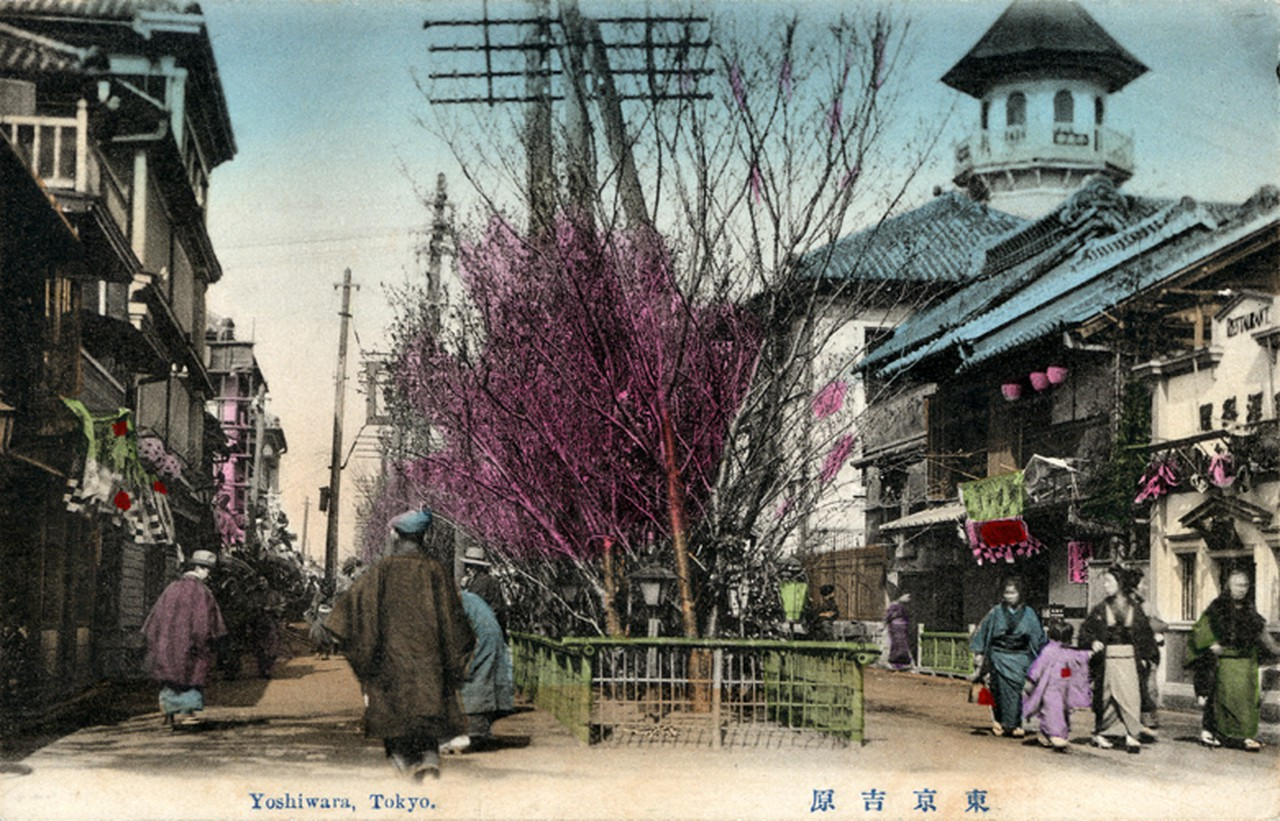
«Йосівара» на листівці

35°43′26″ пн. ш. 139°47′44″ сх. д. / 35.723988888889° пн. ш. 139.79569166667° сх. д.
Йошівара (яп. 吉原) — юкаку (японський район домів розпусти) періоду Едо та після революції Мейдзі.

## Історія
1617 року сьоґун Токуґава Хідетада видав наказ, що забороняв проституцію поза спеціально огороджених кварталів. Фактично ініціатором цього рішення був Шьодзо Джін'уемон. 1605 році він подав прохання на створення гільдії борделів, проте отримав відмову сьоґунату. У 1612 році він повернувся з новою пропозицією. Аргументуючи тим, що неконтрольована проституція в місті створює небезпечну спокусу для дівчат з «гарних» родин, молодих людей відволікає від роботи й змушує тринькати гроші в домах розпусти, а самураям-змовникам надає можливість планувати повстання в приватних кімнатах повій. Джін'уемон пообіцяв разом вирішити всі названі соціальні проблеми, якщо йому дозволять взяти монополію з управління всіма юкаку міста у свої руки — сьоґунат би обмежив всю проституцію одним кварталом задоволень, яким заправляли б Джін'уемон з компаньйонами, які обіцяли, крім іншого, надійно вести облік відвідувачів і повідомляти владі про будь-яку підозрілу активність. Втім лише через 5 років сьогун видав відповідне рішення.
Невдовзі після виходу наказу року Шьодзо Джін'уемон отримав ліцензію сьогунату на утворення такого кварталу в столиці сьоґунату — Едо, де було об'єднано усі борделі міста. Розбудова його тривала протягом 1617 року, а відкрито вже у 1618 році. Спочатку називався Ашіхара («Очеретяне поле»), що є фонетичним омонімом для «поле нещастя (зла)». Джін'уемон перейменував його в «поле добра «успіху» — Йошіхара або Йошівара. Згодом у кварталі з'явилися інші неофіційні варіанти назви — Геппон («Країна висхідного місяця»), Караюкаі («Світ квітів і верб») і Фуяджьо («Замок, який не знає ночі»).
До 1626 року єдиними конкурентами Йошівари залишалися власники борделів з Сумі-чьо, переміщених до Йошівари, які нелегально продовжували займатися проституцією на колишньому місці. Протягом перших десятиліть після заснування Йошівари сьоґунат робив поступові спроби взяти під контроль діяльність кварталу. Деякі з них були успішні й перетворилися в правила, інші просто ігнорувалися, або не протрималися довго.
Після пожежі Мейрекі в 1657 році, яка знищила більшу частину Едо, квартал було перенесено до Нової Йошівари (Шін'йошівара). Квартал залишався на новому місці до кінця періоду Едо. згодом Нову Йошівару стали називати просто Йошіварою, а старе місце — колишньою Йошіварою (Мото-Йошівара).
З 1660 року власники борделів Йошівари були наділені правами проводити рейди з виявлення та припинення незаконної проституції за межами кварталу. У 1665 році керівники Йошівари домоглися від сьоґунів закрити велику частину конкуруючих закладів, що знаходяться за межами кварталу. Влада закрила 200 так званих банних будинків і заарештували понад 600 дівчат, які працювали там, практично поклавши тим самим кінець феномену «юна» («банщиць»), багато з яких перебралися до Йошівари, ставши працювати там служницями в чайних будинках. До 1740 року квартал Йошіварі слугував як місце, де за окремі види злочинів відбували покарання жінки. Дані види покарань були систематизовані з виходом «Куджіката осадамеґакі» (Стандартизованого зводу покарань) в 1742 році: повії без ліцензії засуджувалися до 3 років роботи в Йошіварі.
Наприкінці періоду Едо власники домів розпусти Йошівари посприяли відновленню кварталу юкаку в Фукаґаві, розглядаючи це не як допомогу конкурентам, а як можливість для розширення бізнесу. Йошівара неодноразово горіла. Найбільшими були пожежі 1644, 1676, 1768, 1771, 1784 1786, 1787, 1812, 1816, 1824 1845 1860, 1862 і 1866 років, що призводило до 18 тимчасових переносів кварталу протягом періоду Едо. Квартал весь час відбудовували заново.
У 1868 році 6 інших юкаку отримали ліцензії, а в 1875 році Йошівара разом з іншими юкаку інших районів перейшли під юрисдикцію Токійської міської поліції. На цей період Йошівара була вже в занепаді. У 1913 році квартал знову постраждав внаслідок пожежі, а 1923 року — через великий землетрус Канто. 1958 року Йошівару було остаточно ліквідовано і розібрано.

## Характеристика

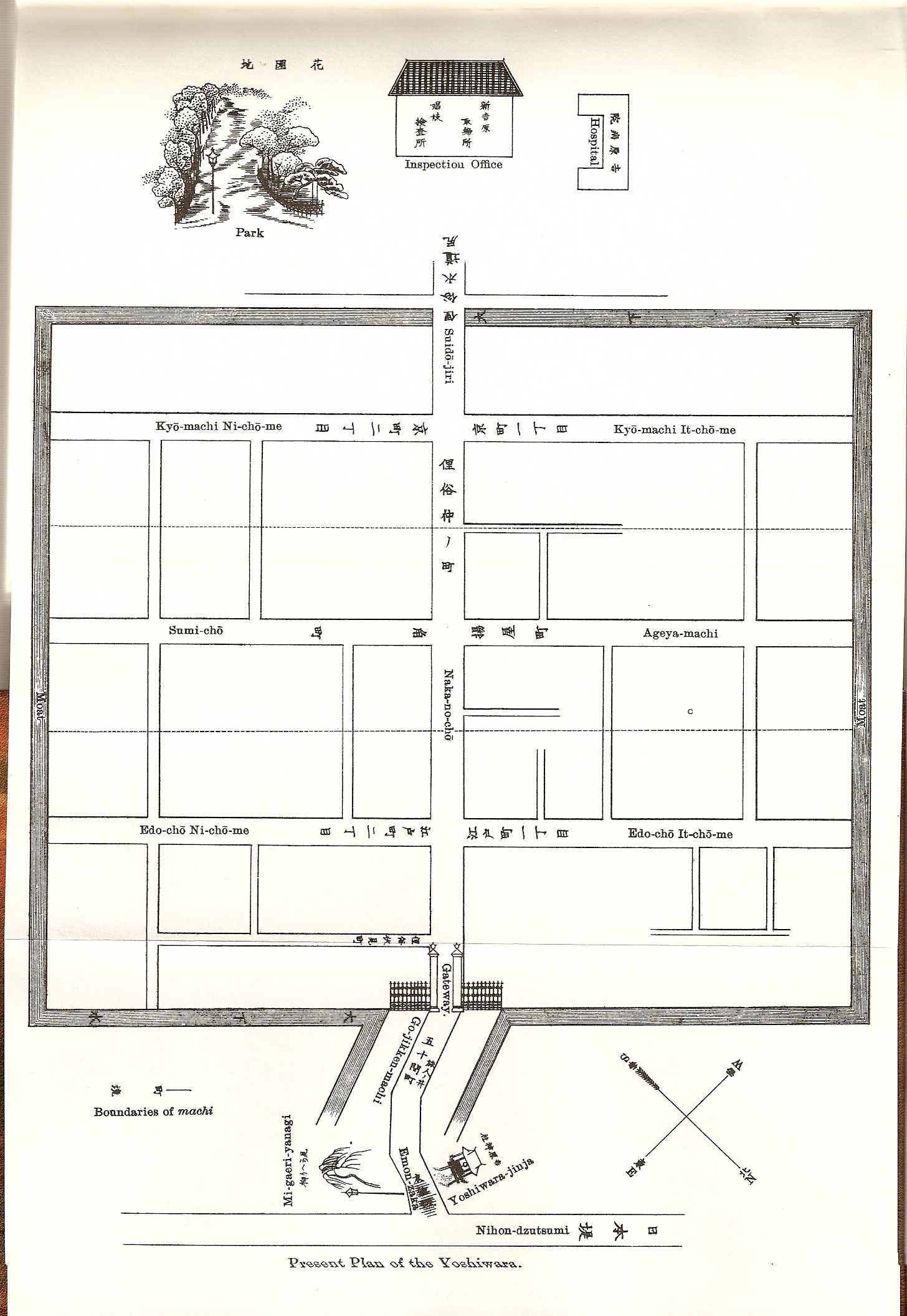
Мапа Йосівари. 1905 рік

Квартал розташовувався неподалік від Ніхонбаші. Дома розпусти й чайні будиночки були організовані вздовж 4 вулиць, з яких головною була Накано-чьо. Його було оточено високою стіною з єдиним входом-виходом — Йошівара О-мон («Велика Брама Йошівари»). Біля воріт було розміщено покажчик, який повідомляв відвідувачам про монополію кварталу і попереджав про те, що лише лікарі можуть потрапити всередину верхи на коні або в паланкіні, а також про те, що пронесення зброї суворо заборонено.
Успішна боротьба з конкурентами призвело до розростання борделів в Йошіварі: якщо 1661 року тут працювало 550 дівчат, то у 1689 році — 2700. У наступні роки цей показник практично не змінювався до 1770-х років. В цей час найбільші борделі кварталу мали 40-50 дівчат. У 1800 році загалом працювало 5500 дівчатами, в 1830-х роках — 5800, в 1840-х роках — 7144 (разом з прислужницями — мешіморі-онна). У 1893 році проживало понад 9000 жінок, з яких близько 7% страждали від сифілісу та інших венеричних захворювань.

### Керівництво
Йошівара управлялася головою і групою старців (тошійорі).

### Куртизанки й повії
Куртизанки складалися з юджьо (повія), камуро (молодші учениці), шіндзо (старші учениці), хаші-джьоро (нижчі куртизанки), коші-джьоро (високопоставлені куртизанки), тайю (високопоставлені куртизанки), яріте (старіші наставниці для ойран) і уобідаші, які прийшли на зміну тайю після 1761 року.
Батьки часто продавали дівчат у борделі у віці від 7 до 12 років. Якщо їм щастило, вони ставали ученицями високопоставленої куртизанки. Коли дівчата були достатньо зрілими й завершували навчання, вони самі ставала куртизанками. Контракти повій не перевищували 10 років, проте вони могли бути потім продовжені на набагато більші періоди. Типовий контракт підписував батько дівчини, або законний опікун, який негайно отримував повну суму в обмін на її боргове рабство протягом певного періоду часу. Контракт гарантував, що дівчина не християнка і приписана до буддистського храму. Серед інших умов прописувалась відповідальність родини дівчини за будь-які можливі витрати і шкоду, яку може отримати дівчина, а також, що в разі смерті дівчини бордель може поховати її на свій розсуд. У разі якщо батьки або піклувальники помруть до закінчення терміну контракту, бордель вільний перепродати дівчину, або видати її заміж. Також прописувалося умова, згідно з яким, дівчину можна було продати будь-якому без повідомлення її сім'ї, у разі якщо її контракт хочуть викупити для того, щоб вона ніколи більше не займалася проституцією.
Відомими були ходи процесій куртизанок (ойран-дочю). У куртизанок кварталу були важке кімоно, високі каблуки черевиків (ґета), особлива манірна мова (арінсу котоба). Жінки в більшості своїй були рабинями і ув'язненими. На гравюрах того часу присутня одноманітність і нудьга їх повсякденного життя: вони чекають клієнтів, дивлячись через загратовані вікна, гладять кішок, возяться один з одним, дивляться через решітки на місяць. Всі вони перебували в полоні меланхолії. Спільними для Йошівари були збудливість, істерія і невроз.
Один із способів, яким жінка могла залишити Йошівару, був її викуп багатієм, що викуповував її контракт з борделем і робив дружиною або наложницею. Якщо куртизанка була досить успішною, вона могла сама викупити себе, хоча таке відбувалося не часто. Багато жінок вмирали від венеричних захворювань або від невдалих абортів до завершення своїх контрактів. Багато закінчували свої контракти і виходили заміж за клієнта, знаходили інші заняття або поверталися в свої родини. У таких випадках авансові платежі, отримані їх батьками, могли використовуватися для фінансування посагу.

### Розцінки
Куртизанки класу тайю коштували за один раз 58 момме (стосовно сучасних еквівалентів — 1 момме = близько $2) з додатковими 18 момме для її прислуги. Представниці найнижчого рангу обходилися приблизно в $ 1.5. Їжа, саке, розваги, чайові (шюґі) коштували окремо. В середньому відвідувач міг витратити близько 150 момме за вечір. 
Письменник Іхара Сайкаку припускав, що для стильного утримання куртизанки високого класу чоловікові потрібно платити на рік близько 29 срібних кемме (1 кемме дорівнював близько $ 760).

## В культурі
Присутні згадки в опері «Іріс» П'єтро Масканьї, фільмах Метрополіс, Йошівара, Район червоних ліхтарів, манзі Rurouni Kenshin.
Йосівару на своїх картинах (сувоях) і гравюрах в жанрі сюнга зображували художники Хішікава Моронобу, Торії Кійонага, Нішікава Сукенобу, Судзукі Харунобу, Кітао Шіґемаса, Кітаґава Утамаро, Кайґецудо Андо, Чьобунсай Ейші, Хокусай, Тойокуні, Тошюсай Сяраку, Утаґава Кунісада, Утаґава Хірошіґе, Утаґава Кунійоші.